# Lesbury

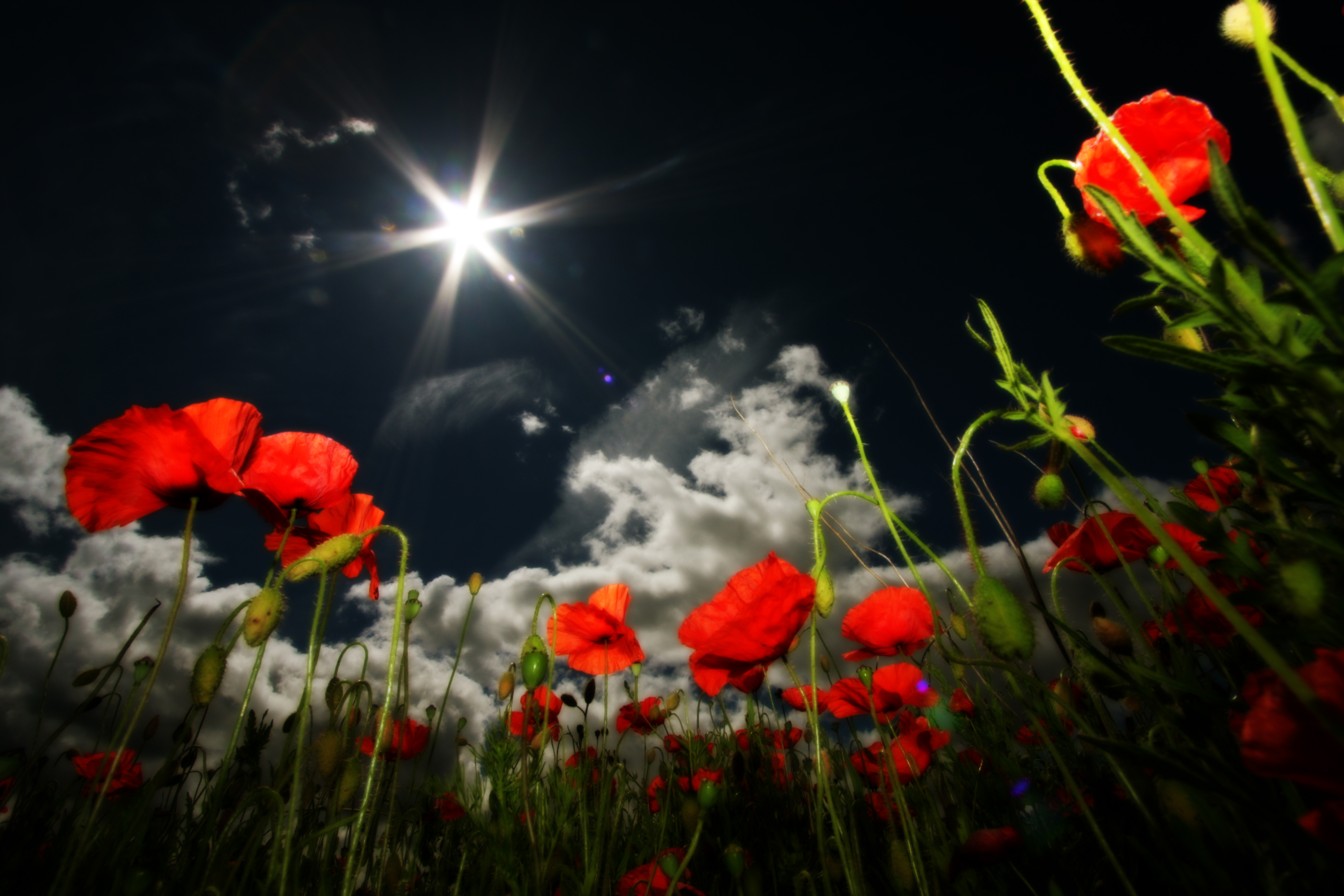
Una foto scattata al prato delle vicinanze di Lesbury

Lesbury è una piccola cittadina rurale del Northumberland, nel nord dell'Inghilterra. Si trova lungo la strada che costeggia a 3,5 miglia, circa 5,6 km, a sud-est di Alnwick, a nord del fiume Aln. La cittadina è situata a un miglio dalla stazione ferroviaria di Alnmouth.

## Storia
L'importanza storica della cittadina è considerevole. La chiesa anglicana di St. Mary è infatti menzionata già nel 1147. Nel XIII secolo furono censiti tredici residenti per il versamento delle tasse locali. Nel XVIII furono costruiti una casa padronale e un'aula scolastica, finanziata da Algernon Percy, 4º duca di Northumberland. Dal 1897 il villaggio possiede un grande mulino con macina per farina, oltre ad una sala di lettura fornita di 500 volumi.